# Hilla Jablonsky
Hilla Jablonsky (* 17. September 1922 in Dudweiler; † 5. August 2019 in Leer) war eine deutsche Malerin, Zeichnerin und Lyrikerin.

## Leben
Hilla Jablonsky wuchs in Schleswig-Holstein auf. In der Nachkriegszeit wollte sie sich an der Kunsthochschule ausbilden lassen, aber die wenigen Plätze wurden nicht an Frauen, sondern an die heimkehrenden Männer vergeben.
Hilla Jablonsky wurde in den 1950er Jahren in Plön bei Alexej von Assaulenko, einem Absolventen der Leningrader Schule, ausgebildet. In den 1960er Jahren befasste sie sich während einer Werkstattausbildung in Bremerhaven bei Cameron Hoover mit abstraktem Expressionismus und nahm in Dangast Unterricht zum Thema magischer Realismus bei Franz Radziwill. Mit Studien bei Albert Paris Gütersloh vervollständigte sie ihre Ausbildung.
Mitte der 1960er Jahre stellte Hilla Jablonsky ihre Gemälde erstmals in einer Galerie aus. Seit 1968 arbeitete sie als freie Künstlerin. Als Malerin wird sie dem deutschen Informel zugeordnet. Sie präsentierte ihre Gemälde in zahlreichen Ausstellungen innerhalb und außerhalb Deutschlands und veröffentlichte ihre Bücher und Gedichte in namhaften Verlagen. Sie lebte und arbeitete in Sankt Augustin bei Bonn.

## Würdigung
Hilla Jablonsky erhielt 1989 zusammen mit Edith Oellers-Teuber den GEDOK-Kunstpreis, der als „Dr.-Theobald-Simon-Preis“ 1988 von der Bonner Kunstfreundin und Mäzenin Gabriele Vossebein zum Andenken an ihren Vater gestiftet wurde. 1999 erhielt sie die August-Macke-Medaille.

## Veröffentlichungen
- Ursula Toyka-Fuong, Petra Rapp-Neumann, Hilla Jablonsky, Ruth Schirmer, Edith Oellers-Teuber, Ula Wienke, Margaret Klare, Ute Jansen, Irene Kulnig, Borghild Eckermann, Godela Habel, Susanne Krell, Elsbeth Tatarczyk-Welte, Victoria Westmacott-Wrede: Ausgezeichnet: Künstlerinnen und Stifterin des Dr.-Theobald-Simon-Kunstpreises. ISBN 3-934532-23-3.